# 1+1 (chaîne de télévision)
Pour les articles homonymes, voir 1+1.
1+1 est une chaîne de télévision généraliste ukrainienne fondée en 1995. Elle est la deuxième plus importante chaîne ukrainienne en part d'audience derrière Inter.
Son journal télévisé du soir, intitulé TSN, est le journal télévisé le plus regardé d'Ukraine En 2012, il a atteint jusqu'à 31,5 % de part de marché.

## Histoire
La société de télévision Studio 1+1 a été fondée le 3 septembre 1995 par l'homme d'affaires Alexander Rodnyansky, qui en est devenu le directeur général et producteur général. Depuis 2002, il était président du conseil d'administration de 1+1. La société de télévision faisait partie d'Innova-Film, propriété d'Alexander Rodnyansky et Boris Fuchsman. Ses programmes de production ont été diffusés au cours du même mois de 1995. Initialement, Studio 1+1 avait le droit de diffuser quotidiennement sur la chaîne UT-1 2,5 heures par jour. Le volume de diffusion a augmenté progressivement en plusieurs blocs le matin, l'après-midi et le soir. Le programme comprenait des films étrangers et ukrainiens, ainsi que des séries. Le 1er janvier 1997, la chaîne 1+1 a commencé à émettre sur la fréquence UT-2 à la suite de l'octroi d'une licence par le Conseil national d'Ukraine sur la radiodiffusion télévisuelle et radiophonique.
Le 1er janvier 1997, la chaîne 1+1 a commencé à émettre sur la fréquence UT-2. La diffusion  commence la veille du Nouvel An à 0h05, juste après les vœux du Président. La première émission de "Studio 1+1" était un bloc de cinq minutes de vœux aux téléspectateurs. Ensuite, la chaîne a diffusé la comédie "Opération Bonne année! ". Le premier journal télévisé TSN a été diffusé le même soir.
Sous Rodnyansky, pour la première fois, de nouveaux genres et formats ont été présentés à la télévision ukrainienne comme le magazine international "Telemania", le talk-show politique "Tabu", le débat politique "5 par 5" et le célèbre talk-show comique "SV ", ainsi que des films de la collection mondiale de cinéma (films de Martin Scorsese, Sergio Leone, Peter Greenaway, Jim Jarmusch et autres), des séries télévisées américaines; "Dynasty"," Melrose Place", "Beverly Hills 90210" & "Nash Bridges". Quelques mois après le lancement des chaînes, les premières études ont montré des audiences élevées. Après quatre ans d'existence, la chaîne se targuait de dépasser les 35%. La version ukrainienne du jeu "Who Wants to be a Millionaire?" est ensuite lancé ainsi que «Dancing with the Stars».
En 1997, Studio 1+1 était diffusé sur la fréquence UT-2 en deux blocs: le matin de 7h00 à 10h00 et le soir de 18h00 à minuit. La chaîne n'ayant pas l'autorisation d'émettre de 10 heures à 18 heures, les programmes NTKU sous le logo UT-2 continuaient d'apparaître sur le réseau.
À partir du 1er janvier 1998, la diffusion de jour de la chaîne commence à 16h00 (le week-end à 15h00) et à partir du 19 novembre 2001 à 14h00.
Depuis le 30 juillet 2004, la chaîne a reçu le droit d'augmenter le volume de diffusion jusqu'à 24 heures par jour, ce qui a permis davantage de créations propres pour l'équipe de 1+1 et l'élaboration d'une grille de diffusion intégrée et plus logique. La transition vers la diffusion en permanence a commencé progressivement dès le 16 août 2004. Du 4 septembre 2004 au 13 février 2005, 1+1 diffusait déjà jusqu'à 22 heures par jour, de 6 h à 4 h.
En août 2008, Alexander Tkachenko est devenu le directeur général du groupe d'entreprises 1+1, qui jusqu'à présent a toujours géré la chaîne et les médias détenant des médias 1+1.
En 2012, 1+1 a conclu un accord avec la société de production Studio Kvartal 95, qui avait auparavant coopérait avec la chaîne Inter TV. Des projets télévisés de la même entreprise ont commencé à apparaître sur la chaîne: «Vecherniy Kvartal» («Вечірній квартал»), «Vecherniy Kiev», «Rassmeshi comica» («Розсміши коміка»), «Rassmeshi comica. Deti» («Розсміши коміка. Діти»),« Svati » («Свати»),«Skazochnaya Rus'» («Сказочная Русь»), « Chisto News » («Чисто NEWS»), «Liga Smihu» («Ліга сміху») et «Sluga Narodu» («Слуга Народу»).
Depuis le 17 janvier 2017, la chaîne est passée au format de diffusion 16:9.
Lors de l'élection présidentielle de 2019, la chaîne a soutenu Volodymyr Zelensky et Alexander Shevchenko, tout en critiquant activement l'actuel président, Petro Poroshenko.
Le 19 septembre 2019, la chaîne a commencé à diffuser en haute définition standard (HD).